# 多布拉达
多布拉达是巴西圣保罗州的一个市镇。总面积150.085平方公里，总人口7664人，人口密度51.1人/平方公里。